# Czarni Słupsk (piłka nożna)
MZKS Czarni Słupsk – polski klub piłkarski z siedzibą w Słupsku, powstały w 1945, zlikwidowany w 2005 roku.

## Historia
W lipcu 1945 roku pracownicy kolejowi, oddelegowani z Krakowa na Ziemie Odzyskane po II wojnie światowej, założyli klub sportowy KKS Ognisko Słupsk w którym główną sekcją była piłkarska. Nieco później KS Ognisko zostało przejęte przez koło sportowe Kolejarz. Wiosną 1957 roku podczas zebrania piłkarzy KS Kolejarz, z inicjatywy zawodników Czesława Tamy i Zdzisława Kalinowskiego, przyjęto nową nazwę – Czarni. W 1988 roku doszło do przejęcia Czarnych przez Gryf Słupsk. W 2001 roku reaktywowano sekcję piłkarską, która rozpoczęła rozgrywki od klasy B. Po sezonie 2004/2005 klub z powodów finansowych rozwiązano.

## Sukcesy
- 2. miejsce w III lidze – 1976/77
- 1/16 finału Pucharu Polski – 1956/57
- Puchar Polski OZPN Słupsk – 1978/79, 1983/84, 1984/85